# Coronel Salema
Fernando Salema Garção Ribeiro (Rio de Janeiro, 2 de março de 1963), mais conhecido como Coronel Salema, é um policial militar e político brasileiro filiado ao Partido Liberal (PL).

## Biografia
Tornou-se Deputado estadual do Rio de Janeiro após ser eleito pelo Partido Social Liberal (PSL). Nas eleições de 2018, foi candidato a deputado estadual eleito pelo PSL e foi eleito com 99.459 votos. Em outubro de 2018, passou a ser investigado pelo Grupo de Atuação Especial de Repressão ao Crime Organizado (Gaeco) por suposto apoio de milícias à sua candidatura.
Em março de 2020, foi expulso do PSL por infidelidade partidária. Em maio, Salema filiou-se ao Partido Social Democrático (PSD). Após passagem de dois anos pelo partido, em 2022 migrou para o Partido Liberal, após convite realizado por Jair Bolsonaro (PL) e Flávio Bolsonaro (PL).

## Cursos realizados
- Curso de formação de Oficiais: Realizando na Escola de Formação de Oficiais – 1985 a 1987[6]
- Curso de pós-graduação Lato Sensu em Gestão de Segurança Pública: Realizado na Fundação Getúlio Vargas (FGV) – 2011[6]